# Hoofdgebouw (Artis)

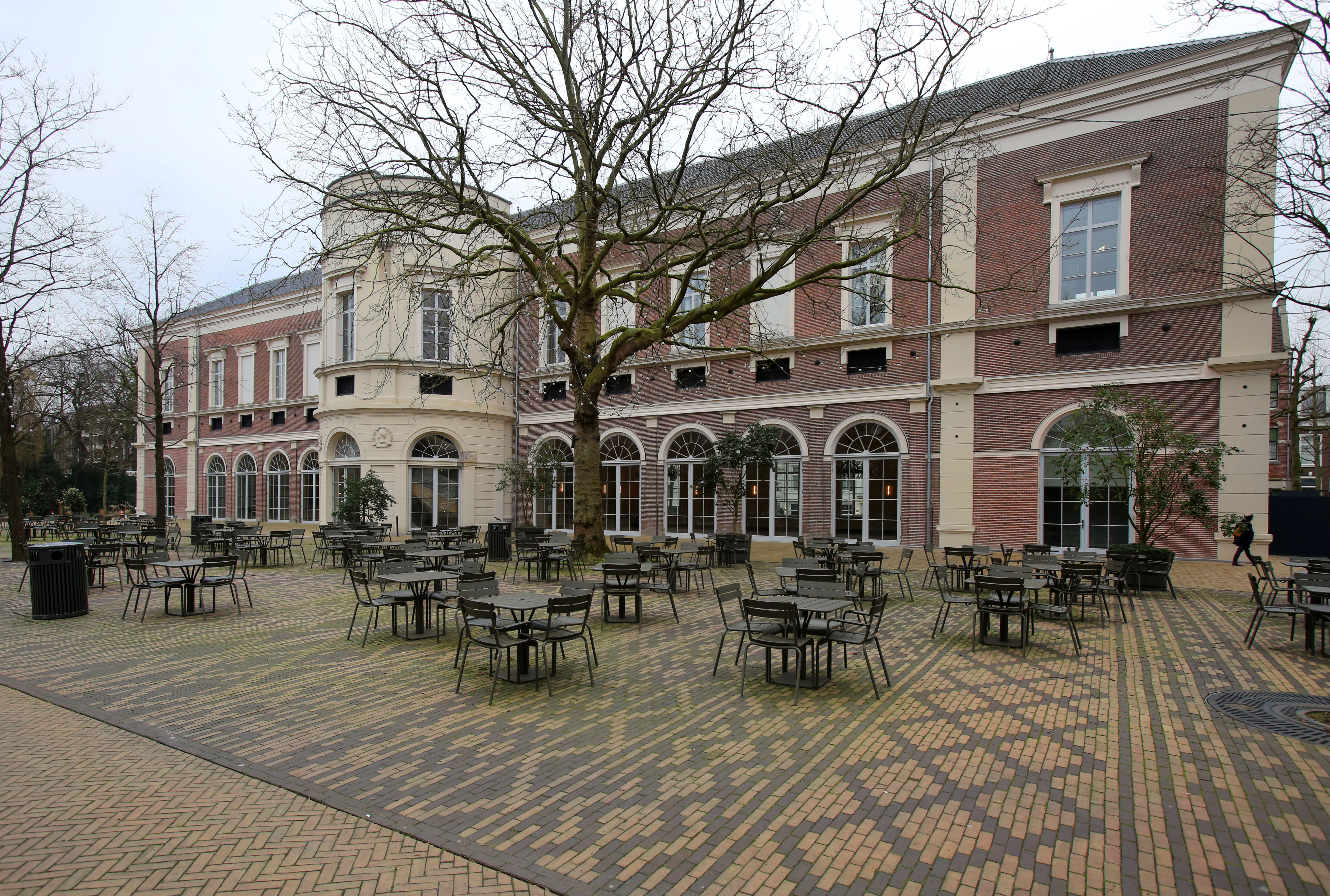
Het gebouw aan het Artisplein in 2022

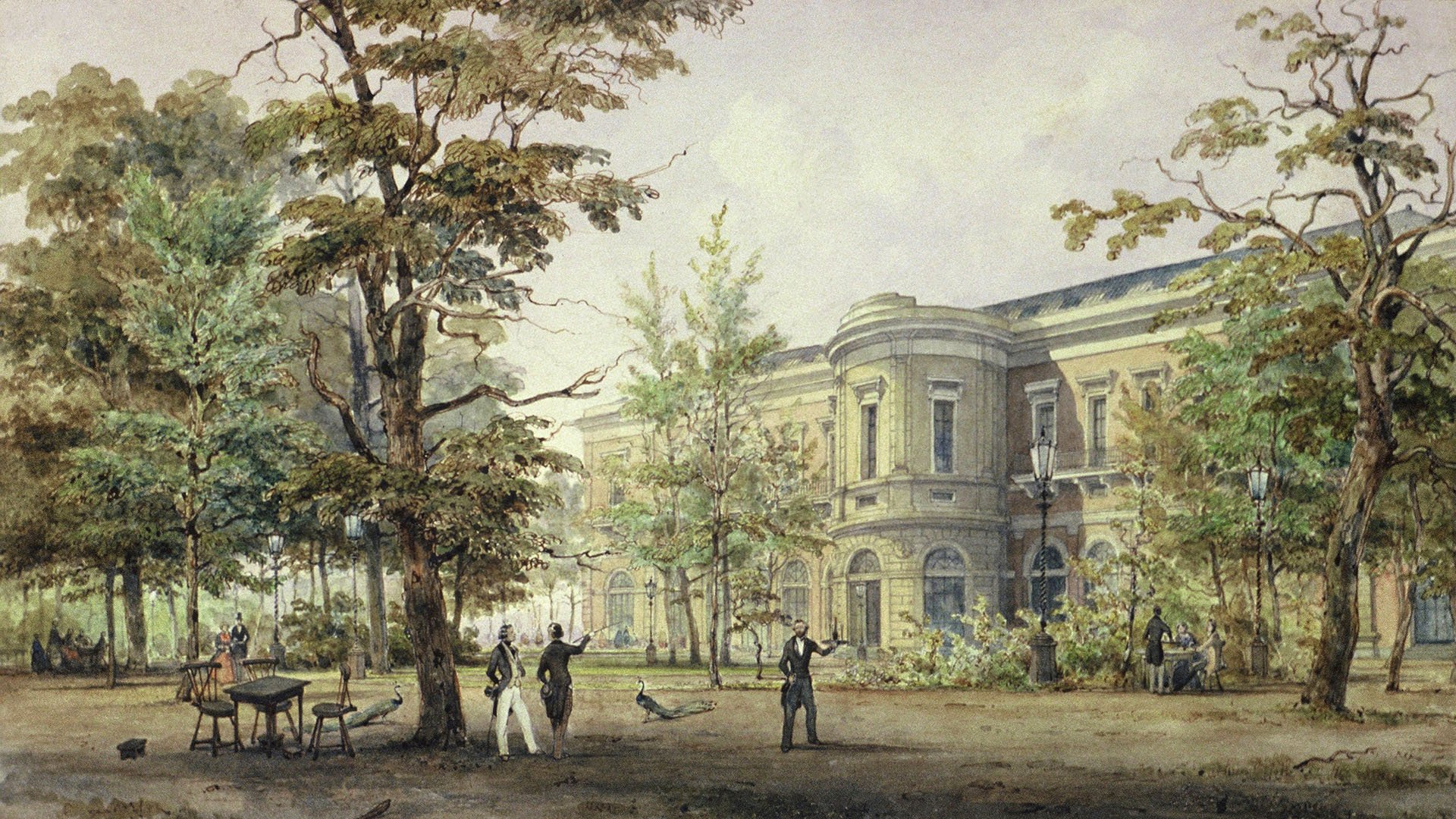
Het hoofdgebouw aan de tuinzijde in ca. 1863

Het hoofdgebouw aan de Plantage Middenlaan in Amsterdam is een neoclassicistisch gebouw, ontworpen door Johannes van Maurik en gebouwd tussen 1850 en 1855. Het diende oorspronkelijk als museum en sociëteit voor het Zoölogisch Genootschap Natura Artis Magistra.

## Geschiedenis

### Oorspronkelijke functie en bouw
Het gebouw werd opgezet als het centrale onderdeel van het genootschap, dat in 1838 was opgericht. De bovenverdieping van het hoofdgebouw werd ingericht als het Zoölogisch Museum Amsterdam, een van de eerste natuurhistorische musea van Nederland. Hier werden opgezette dieren, skeletten, fossielen en andere natuurhistorische objecten tentoongesteld. Op de begane grond bevond zich een sociëteit voor de leden van Natura Artis Magistra, waar de culturele en wetenschappelijke elite van Amsterdam bijeenkwam. Het gebouw speelde een belangrijke rol in het wetenschappelijke leven van de 19e eeuwse hoofdstad.
Het gebouw werd ontworpen in neoclassicistische stijl, met een symmetrische gevel, hoge ramen en sierlijke details zoals gietijzeren ornamenten in de deuren. De monumentale vlindertrap in de centrale hal gaf het interieur extra grandeur. Dit ontwerp weerspiegelde de status van het genootschap en het belang dat werd gehecht aan de combinatie van wetenschap en cultuur.

### Verval en sluiting
Na de Tweede Wereldoorlog raakte het hoofdgebouw in verval. In 1947 werd het Zoölogisch Museum Amsterdam gesloten wegens financiële problemen, en de natuurhistorische collectie werd overgebracht naar Naturalis in Leiden. Hiermee verloor het gebouw zijn oorspronkelijke functie, en de westelijke vleugel bleef meer dan 65 jaar ongebruikt.

### Restauratie en renovatie
In 2012 werd besloten om het hoofdgebouw grondig te restaureren. Architectenbureau Merk X kreeg de opdracht om het gebouw structureel te herstellen en tegelijkertijd te moderniseren. De fundering, die ernstig was aangetast, werd vernieuwd en er werd een nieuw souterrain toegevoegd voor moderne faciliteiten zoals toiletten, een garderobe en een museumwinkel. Dit souterrain werd mogelijk gemaakt door het gebouw op een stalen tafel te plaatsen, een complexe operatie waarbij de historische structuur intact bleef.
Originele elementen zoals de houten vloeren en de iconische vlindertrap in de rotonde werden zorgvuldig gerestaureerd. Er werden ook subtiele aanpassingen gedaan om het gebouw te laten voldoen aan moderne veiligheidsnormen, zoals het toevoegen van nieuwe leuningen en het versterken van de gaanderijen. De restauratie bracht enkele uitdagingen met zich mee; zo werden per ongeluk delen van het oorspronkelijke 19e-eeuwse interieur, waaronder Jugendstil-lambrisering, verwijderd. Dit werd later hersteld in samenwerking met Monumentenzorg.

### Heropening en nieuwe functies
Na voltooiing van de restauratie werd het gebouw in mei 2022 heropend door Koningin Máxima. Het gebouw biedt nu onderdak aan het Groote Museum, dat zich richt op de verbinding tussen mens en natuur. Dit nieuwe museumconcept vervangt het oude Zoölogisch Museum en benadrukt de onderlinge afhankelijkheid van alle levensvormen. De ruimtes op de begane grond, zoals de Tijgerzaal en Koningszaal, worden nu gebruikt voor evenementen en bijeenkomsten. De bovenverdieping, waar vroeger het Zoölogisch Museum Amsterdam was gevestigd, is opnieuw ingericht voor tentoonstellingen en evenementen.

### Architectuur
Het hoofdgebouw is een voorbeeld van neoclassicistische architectuur, met een symmetrische voorgevel, hoge ramen en subtiele decoratieve elementen zoals gietijzeren ornamenten. Het gebouw werd ontworpen om zowel functioneel als representatief te zijn voor de wetenschappelijke ambities van het Zoölogisch Genootschap Natura Artis Magistra. De monumentale vlindertrap in de centrale hal en de houten vloeren behoren tot de belangrijkste historische elementen die tijdens de restauratie bewaard zijn gebleven.